# 松田站 (两江道)
松田站（韓語：송전역）是朝鮮民主主義人民共和國两江道金正淑郡松田里的一個鐵路車站，属于北部内陆线。

## 历史
- 1987年11月27日，落成使用。

## 邻近车站
北部内陆线
厚州青年站 - 松田站 - 江下站